# (28) Беллона
(28) Белло́на (лат. Bellona) — астероид главного пояса, который принадлежит к светлому спектральному классу S. Он был открыт 1 марта 1854 года немецким астрономом Робертом Лютером в Дюссельдорфской обсерватории, Германия и назван в честь Беллоны, древнеримской богини войны, входящей в свиту Марса. Название было предложено немецким астрономом Иоганном Энке и символизировало начало Крымской войны.

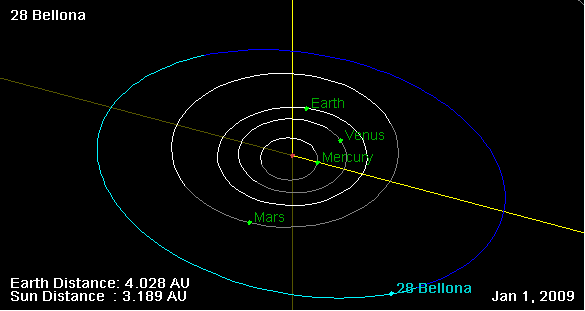
Орбита астероида Беллона и его положение в Солнечной системе